# Жгун, Светлана Николаевна
Светлана Николаевна Жгун (5 сентября 1933, Яреськи, Украинская ССР — 18 января 1997, Москва, Россия) — советская актриса театра и кино.

## Биография
Родилась 5 сентября 1933 года в селе Яреськи Полтавской области Украинской ССР.
После средней школы переехала в Ленинград. В 1953 году окончила Ленинградский энергетический техникум и два года работала техником-энергетиком на одном из ленинградских заводов.

### Актёрская карьера
В 1956 году поступила в Ленинградский театральный институт имени А. Н. Островского на актёрский факультет и, ещё учась на 3-м курсе, снялась в комедии «Не имей сто рублей» (1959), где сыграла небольшую роль. Вскоре она была приглашена на главную роль в фильме Юлии Солнцевой «Повесть пламенных лет» (1960).
В 1960 году Жгун окончила театральный институт и стала актрисой Ленинградского государственного академического театра драмы имени А. С. Пушкина, где сыграла одну роль: Аллочки, дочери Родина («Цветы живые» Н. Ф. Погодина), в которой показала, «что равнодушие к людям, цинизм Аллочки напускные. В душе она жадно тянется к хорошим, настоящим людям» (Смена. 1961. 7 янв. С. 3. — Н. Гречук).
В 1962 году она переехала в Москву, где стала сначала актрисой Театра имени Ленинского комсомола, где блеснула в роли Ларисы Огудаловой («Бесприданница» А. Н. Островского (1962) и сыграла роль Тоси («Двадцать лет спустя» М. А. Светлова) (1963).
В 1963—1967 годах работала в Малом театре, где исполняла роли Регины («Привидения» Г. Ибсена; 1963), Юльки («Нас где-то ждут» А. Н. Арбузова; 1963), Тамары («Палата» С. И. Алёшина; 1964), Юлии Филипповны («Дачники» М. Горького; режиссёр — Б. А. Бабочкин, 1964), Тамары Гавриловны («Главная роль» С. И. Алёшина, 1964), Вероники («Страницы дневника» А. Е. Корнейчука; 1964), Поликсены («Правда — хорошо, а счастье лучше» А. Н. Островского; режиссёр — Б. А. Бабочкин, 1965). Всё это время Светлана Жгун продолжала сниматься в кино, исполняя характерные роли сильных духом женщин и была одной из самых красивых актрис советского кино 1960-х — начала 1970-х годов. Наиболее заметные роли актрисы: Ульяна («Повесть пламенных лет»), Стеша Воронова («Товарищ Арсений»), Настя («Бабье царство»), Саня («Директор»), Анна («Жди меня, Анна»), Олимпиада («Трое»). В конце 1970-х годов её актёрская жизнь прервалась. Похоронена на Южном кладбище  Санкт-Петербурга.

### Семья
Сестра — Гренада Мнацаканова (1937—2008), актриса  Ленинградского театра музыкальной комедии. Потеряв голос, оставила сцену. С 1975 года преподавала на режиссёрском отделении Ленинградской консерватории.
- Первый муж — актёр Геннадий Нилов, брак продлился около полутора лет. По словам Геннадия Нилова, дальнейшая её жизнь сложилась трагически. В конце 1980-х годов Светлана Николаевна пыталась вернуться в профессию, снялась в небольшой роли в фильме «Любовь с привилегиями» (1989), но дальше этого дело не пошло. На протяжении всей жизни она злоупотребляла спиртным, что, видимо, ускорило её уход из жизни.
- Второй муж — Александр Борисов, художник кино. Они познакомились на съёмках «Повести пламенных лет», поженились, и Светлана переехала в Москву.
  - Дочь — Лада Тикэб, художник-реставратор, с 2000 года живёт в Копенгагене[2].
    - Внук Александр (род. 24 февраля 2008).

## Фильмография
1. 1959 — Не имей 100 рублей… — Нюра, невеста Лёши
2. 1959 — Повесть о молодожёнах — Валя, девушка, принятая за Шуру
3. 1960 — Повесть пламенных лет — Ульяна Васильевна, дочь Рясного, учительница истории
4. 1961 — Будни и праздники — Нина
5. 1964 — Большая руда — Наташа, невеста Виктора
6. 1964 — Голубая чашка — Маруся, мама Светланы
7. 1964 — Товарищ Арсений — Стеша Воронова
8. 1965 — Ваш сын и брат — Нюра
9. 1967 — Бабье царство — Настя
10. 1968—1971 — Люди на Ниле (Египет, СССР) — Верка
11. 1969 — Директор — Саня Зворыкина, жена Алексея Зворыкина
12. 1969 — Жди меня, Анна — Анна Серёгина, крановщица в порту
13. 1969 — Трое — Олимпиада
14. 1970 — И был вечер, и было утро… — Татьяна
15. 1971 — Телеграмма — мать Вовы (нет в титрах)
16. 1972 — А пароходы гудят и уходят… — Катя
17. 1972 — Зрелость — мать
18. 1973 — Своя земля — мать Коли
19. 1974 — Одиножды один — Верка
20. 1974 — Совесть — Любовь Тимофеевна Волощук, жена Степана (5 серия)
21. 1975 — Дорога — Галина, бригадир
22. 1975 — Единственная… — пассажирка поезда
23. 1975 — Звезда пленительного счастья — крестьянка (нет в титрах)
24. 1975 — Надёжный человек — Клава, подруга буровика Ахмета
25. 1976 — 12 стульев (4 серия) — пассажирка парохода
26. 1976 — Опровержение — Анна Ивановна
27. 1977 — Трясина — жительница деревни
28. 1989 — А был ли Каротин? — жена Гедройцера
29. 1989 — Любовь с привилегиями — отдыхающая-скандалистка, передовик производства